# Jean-Marc Lacabe
Jean-Marc Lacabe (né le 3 mars 1952) est un photographe et commissaire d'exposition français.

## Biographie
Longtemps photographe, Jean-Marc Lacabe est un acteur de la photographie depuis les années 1970. Il a fondé l'« Action et recherche photographique en Aquitaine » (ARPA) en 1978 à Bordeaux et a organisé de nombreuses expositions.

Entre 1998 et 2001, il fut directeur de deux festivals Imatges/Images et Imagique.

Il tint également la rubrique photographie d’un magazine culturel bordelais permettant de porter un éclairage sur la création photographique régionale.
De 2001 à 2019, il dirige la Galerie du Château d'eau à Toulouse où sa programmation articule expositions de grands noms de la photographie, tels Willy Ronis, Fred Herzog (en) ou Antanas Sutkus (dont il présente la première exposition monographique en France), et ouvertures aux photographes émergents comme Mohamed Bourouissa, Viviane Sassen, Smith, ou Yohann Gozard, artistes dont il organisa la première exposition dans un lieu institutionnel.
Jean-Marc Lacabe a tenu également diverses fonctions dans des associations et réseaux liés à la photographie ou à l’art contemporain, notamment à Pink Pong, Air de Midi, Capture, European Prospect, Parallel Photo Platform, etc.
Depuis 2013, il est membre honoraire de L’Union des photographes d’art lituaniens.